# Hindu Tamil Thisai
Hindu Tamil Thisai (detto nella lingua colloquiale come The Hindu Tamil) è un periodico in lingua tamil venduto nel sud dell'India; con sede a Chennai, è di proprietà del The Hindu Group, che lo pubblica a cadenza giornaliera, e venne fondato nel settembre 2013.
È stampato in sette centri: Chennai, Coimbatore, Madurai, Tiruchirappalli, Thiruvananthapuram, Bengaluru e Tirupathi. Il quotidiano copre notizie relative a affari, istruzione, conoscenza, sport, quiz e intrattenimento. Ha un'ampia copertura di notizie regionali, nazionali e internazionali.